# Алесандра Перили
Алесандра Перили (Римини 1. април 1988) санмаринска је спортисткиња и репрезентативка Сан Марина у стрељаштву. Најпознатија је по освојеној медаљи на Олимпијским играма у Токију 2020. То је била прва историјска медаља на Олимпијским играма за спортисте Сан Марина. Погодила је 29 мета у финалу, надмашивши три од пет ривалки и тако стигла до бронзе. Неколико дана касније, освојила је још једну медаљу на играма у Токију, овај пут сребрну медаљу у пару са Ђан Марко Бертијем у миксу (трап). Сан Марино је дошао на Олимпијске игре у Токио са пет учесника у четири спорта (џудо, стрељаштво, рвање и пливање), освојили су чак три медаље, поред Перили, рвач Мајлс Амин је освојио бронзу у категорији слободни стил до 86 килограма. 